# Duncan MacLeod
Duncan MacLeod – fikcyjny bohater pojawiający się w uniwersum Nieśmiertelny po raz pierwszy debiutując w serialu opartym na kanwie popularnych filmów pod tym samym tytułem z Christopherem Lambertem. Duncan jest również głównym bohaterem czwartego i piątego filmu „Highlander: Endgame” oraz „Highlander: The Source”. W postać Duncana wcielił się Adrian Paul.

## Nieśmiertelność
Podstawowe informacje o Duncanie pojawiają się w drugim odcinku pierwszej serii pt. „Family Tree”. Duncan urodził się w szkockim klanie MacLeod w roku 1592. W roku 1622 został śmiertelnie ranny podczas bitwy z klanem Cambellów. Umarł na rękach swego ojca, by kilka minut później w cudowny sposób powrócić do życia. Ponieważ w tamtych czasach uznano to za magię, Duncan musiał uciekać. W ostatniej rozmowie jaką odbył ze swym ojcem, dowiedział się, że został adoptowany. Oryginalne pochodzenie Duncana nie jest znane. Nie wiadomo też czy ojciec nie kłamał. Niewiele lat później, spotkał on Connora MacLeoda, który został jego pierwszym nauczycielem.

## Miecz
Na przestrzeni 400 lat, Duncan używał wielu ostrzy. Były to renesansowe miecze, XVII-wieczne szpady, rapiery oraz szable, jednak swój rozpoznawalny symbol zdobył podczas wizyty w Japonii ponad 200 lat przed rozpoczęciem prawidłowej akcji serialu. Katana o smoczej rękojeści była rytualnym mieczem należącym do samuraja Hideo Koto. Od tamtej pory Duncan nigdy się z nią nie rozstał.

## Duncan MacLeod w „Grze”
Nieśmiertelni toczą ze sobą odwieczną walkę, którą sami nazywają „Grą”. Wierzą oni, że nieśmiertelny, który pozostanie przy życiu najdłużej stanie się istotą niemal doskonałą. Jest tak ponieważ, gdy jeden wojownik pozbawi drugiego głowy, wtedy przejmie jego quickening – siły życiowe oraz całą wiedzę i doświadczenia. W 4 filmie „Highlander: Endgame” Joe Dawson zdradza, że obserwatorzy zarejestrowali 176 ścięć wykonanych przez Duncana. Poniżej lista wszystkich znanych quickeningów Duncana:
1. Timothy of Gilliam[1], 1625 („Archangel”)
2. Nerissa, 1632 (The Element Of Fire)
3. Unknown British Soldier[2], 1632 (Scotland The Brave)
4. Michel de Bourgogne, 1670 („Unholy Alliance”)
5. Charles Browning, 1730 („Counterfeit”)
6. Nasiradeen Satish, 1781 (The Path)
7. Violane Armand, 1842 (Shadow Of Obsession)
8. Danny O’Donal, 1889 (White Silence)
9. Khordas, 1897 (The Element Of Fire)
10. Aziz Mirza Bey, 1917 (Scimitar)
11. Farid Al'Zafir ibn Muhunnad, 1917 (Scimitar)
12. Marcus Korolus, 1925 („See No Evil”)
13. Richard Tarsis, 1930 („Reasonable Doubt”)
14. Slan Quince, 1992 („The Gathering”)
15. Howard Crowley, 1992 („Innocent Man”)
16. Caleb Cole, 1992 („Mountain Men”)
17. Alexei Voshin[3], 1992 („The Sea Witch”)
18. Walter Reinhardt, 1992 („Revenge Is Sweet”)
19. Andrew Ballin, 1993 („Eyewitness”)
20. Grayson, 1993 („Band Of Brothers”)
21. Christoph Kuyler, 1993 („For Evil's Sake”)
22. Carlo Sendaro[4], 1993 („Saving Grace”)
23. Gabriel Piton, 1993 („Eye of the Beholder”)
24. Alfred Cahill, 1993 („Avenging Angel”)
25. Michael Moore, 1993 („Turnabout”)
26. Anthony Gallen, 1994 („Epitaph for Tommy”)
27. Tommy Sullivan, 1994 („The Fighter”)
28. Xavier St. Cloud, 1994 („Unholy Alliance Part Two”)
29. Nicholas Ward, 1994 (	"The Vampire”)
30. Artur Drakov, 1994 („Warmonger”)
31. Nefertiri, 1994 („Pharaoh's Daughter”)
32. Luther, 1994 („Legacy”)
33. Martin Hyde, 1994 („Prodigal Son”)
34. Michael Kent, 1994 („The Samurai”)
35. Kern, 1994 („Line of Fire”)
36. Paul Karros, 1994 („The Revolutionary”)
37. John Durgan, 1994 („The Cross of St. Antoine”)
38. Axel Whittaker, 1994 („Rite of Passage”)
39. Brian Cullen, 1994 („Courage”)
40. John Garrick, 1994 („Shadows”)
41. Peter Matlin, 1994 („Blackmail”)
42. Lyman Kurlow, 1994 („Blackmail”)
43. Michael Christian, 1994 („They Also Serve”)
44. Ernst Daimler, 1995 („Mortal Sins”)
45. Lucas Kagan, 1995 („Reasonable Doubt”)
46. Antonius Kalas, 1995 („Finale Part 2”)
47. Kanwulf, 1995 („Homeland”)
48. Andrew Cord, 1995 („Brothers in Arms”)
49. Tyler King, 1995 („The Innocent”)
50. Peter Kanis, 1995 („Leader of the Pack”)
51. Terence Kincaid, 1995 („Reunion”)
52. Colonel Simon Killian, 1995 („The Colonel”)
53. Paul Kinman, 1995 („Reluctant Heroes”)
54. Kamir, 1995 („The Wrath of Kali”)
55. Annie Devlin, 1996 (Highlander: Scotland the Brave)
56. James Douglas, 1996 (Highlander: Scotland the Brave)
57. James Coltec, 1996 („Something Wicked”)
58. Sean Burns, 1996 („Deliverance”)
59. Damon Case, 1996 („The Immortal Cimoli”)
60. Morgan D’Estaing, 1996 („Double Jeopardy”)
61. Avram Mordecai, 1996 (Highlander: Zealot)
62. Jacob Galati[5], 1996 („One Minute to Midnight”)
63. Roland Kantos, 1996 („Prophecy”)
64. Haresh Clay, 1996 („The End of Innocence”)
65. Johnny 'K' Kelly, 1996 („Glory Days”)
66. Gerard Kragen, 1996 („Haunted”)
67. Taro Honda, 1996 (Measure of a Man)
68. Niccolò Machiavelli, 1996 (Measure of a Man)
69. Gavriel Larca, 1996 („Little Tin God”)
70. Ingrid Henning, 1997 („The Valkyrie”)
71. Caspian, 1997 („Revelation 6:8”)
72. Kronos[6], 1997 („Revelation 6:8”)
73. Callestina, 1997 (Shadow of Obsession)
74. Otavio Consone, 1997 („Duende”)
75. Lord Byron, 1997 („The Modern Prometheus”)
76. Richie Ryan, 1997 („Archangel”)
77. Devon Marek, 1998 („Black Tower”)
78. Liam O’Rourke, 1998 („Not To Be”)
79. Connor MacLeod, 2004 (Highlander: Endgame)
80. Jacob Kell, 2004 (Highlander: Endgame)